# وزارة طاهر يحيى الأولى

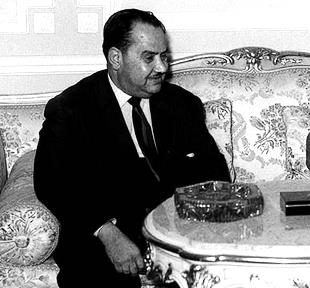
طاهر يحيى، بتاريخ 24 تموز 1965

وزارة طاهر يحيى الأولى هي الوزارة التي تشكلت بعد إقالة وزارة أحمد حسن البكر في 18 تشرين الثاني 1963 بعد الحركة التي أطاحت بحزب البعث العربي الاشتراكي.
أما أحمد حسن البكر فقد شغل منصب نائب رئيس الجمهورية حتى يوم 4 كانون الثاني 1964، حيث عين سفيرا، ثم أحيل على التقاعد في 8 أيلول 1964 بعد اتهامه بتدبير محاولة انقلاب واعتقل إثرها.
وزارات طاهر يحيى الأولى والثانية والثالثة هي الفترة التي استمر فيها طاهر يحيى في منصب رئاسة الوزارة للفترة من 18 تشرين الثاني 1963 إلى 3 أيلول 1965، أما وزارة طاهر يحيى الرابعة تشكلت لاحقا عام 1967 إلى 1968.

## التشكيلة الوزارية
تكونت الوزارة من الوزراء أدناه:
- رئيس الوزراء: طاهر يحيى
- وزير الدفاع: حردان التكريتي
- وزير الداخلية: رشيد مصلح
- وزير الإرشاد: عبد الكريم فرحان
- وزير الخارجية: صبحي عبد الحميد
- وزير المواصلات: عبد الستار عبد اللطيف (أقيل في 14 كانون الأول 1963)
- وزير الصحة: عزت مصطفى
- وزير العدل: كامل الخطيب
- وزير الشؤون البلدية والقروية: محمود شيت خطاب
- وزير الزراعة: عارف عبد الرزاق
- وزير الصناعة: عبد الكريم كنونة
- وزير الإصلاح الزراعي: عبد الصاحب العلوان
- وزير النفط: عبد العزيز الوتاري
- وزير التربية والتعليم: أحمد عبد الستار الجواري
- وزير المالية: محمد جواد العبوسي
- وزير والأشغال والإسكان: عبد الفتاح الآلوسي
- وزير الاقتصاد: عبد العزيز الحافظ
- وزير العمل والشؤون الاجتماعية: عبد الكريم هاني
- وزير التخطيط: عبد الكريم العلي
- وزير الدولة لشؤون الوحدة: شامل السامرائي
- وزير دولة: مصلح الدين النقشبندي

## التعديلات الوزارية

### تعديلات كانون الأول 1963
في 14 كانون الأول 1963، أقيل وزير المواصلات عبد الستار عبد اللطيف من منصبه وعين حسن مجيد الدجيلي مكانه.
وفي 17 كانون الأول 1963، قدم وزير الزراعة عارف عبد الرزاق استقالته فأسندت الوزارة وكالة إلى وزير الإصلاح الزراعي عبد الصاحب العلوان.

### تعديلات 31 كانون الثاني 1964
في 31 كانون الثاني 1964، عين شامل حسون السامرائي وزيرا للصحة مكان عزت مصطفى، كما عين الدكتور محمد ناصر وزيرا للتربية والتعليم مكان أحمد عبد الستار الجواري الذي أعيد إلى جامعة بغداد.
كما عين عبد الرزاق محيي الدين وزير دولة لشؤون الوحدة.

### تعديلات آذار 1964
في 2 آذار 1964، أقيل وزير الدفاع حردان التكريتي من منصبه، فشغل رئيس الوزراء طاهر يحيى المنصب بالوكالة. وقد عين لاحقا حردان التكريتي سفيرا في السويد.
وفي 12 آذار 1964، استحدثت وزارة الأوقاف، فعين وزير الدولة لشؤون الأوقاف مصلح الدين النقشبندي بمنصب وزير الأوقاف.
وفي 27 آذار 1964، عين عبد الغني الراوي وزيرا للزراعة بدلا من عارف عبد الزراق الذي عين قائدا للقوة الجوية.
في 18 حزيران 1964، أجرى طاهر يحيى 5 تعديلات وزارية على الوزارة ليشكل وزارته الثانية.